# Promachella pilosa
Promachella pilosa là một loài ruồi trong họ Asilidae. Promachella pilosa được Wilcox miêu tả năm 1937. Loài này phân bố ở vùng Tân Bắc giới.